# Rio Argintul
O Rio Argintul é um rio da Romênia afluente do rio Milcov, localizado no distrito de Vrancea.